# 260

## Události
- červen – císař Valerianus zajat u Edessy Peršany; jeho nástupce Gallienus se snaží bránit celistvost Římské říše jak proti barbarům, tak proti uzurpátorům, reorganizuje armádu a provádí správní reformu.
- Frankové ovládli povodí řeky Šeldy.
- léto – vojska perského krále Šápúra plení Sýrii, Kilikii a Kappadokii.
- léto – Ingenuova a Regalianova uzurpace v Panonii (obě rychle potlačeny).
- léto – Postumova vzpoura v Galii – vznik „galského císařství“ (zahrnovalo Galii, Hispánii a Británii).
- léto – císař Gallienus vydává toleranční edikt – konec pronásledování křesťanů.
- září – vzpoura Macriana a Quieta na Východě.
- Pavel ze Samosaty se stává patriarchou antiochijským.

#### Probíhající události
- 249–262: Cypriánův mor

## Narození
- Svatý Agricius Trevírský – biskup trevírský

## Úmrtí
- Saloninus – spoluvládce císařů Valeriana a Galliena s hodností caesara
- Ingenuus – římský uzurpátor
- Regalianus – římský uzurpátor

## Hlavy států
- Papež – Dionýsius (259–268)
- Římská říše – Valerianus (253–260) + Gallienus (253–268) + Saloninus (258–260)
- Perská říše – Šápúr I. (240/241–271/272)
- Kušánská říše – Vášiška (247–267)
- Arménie – Artavazd VI. (252–283)
- Kavkazská Iberie – Mirdat II. Iberský (249–265) + Amazasp III. (260–265)

Indie:
- Guptovská říše – Maharádža Šrí Gupta (240–280)
- Západní kšatrapové – Rudrasen II (256–278)